# Торелли, Стефано
Сте́фано Торе́лли (итал. Stefano Torelli; 24 октября 1704, Болонья —22 января 1784, Санкт-Петербург) — живописец исторического и портретного жанров, художник-декоратор, рисовальщик-карикатурист и гравёр, мастер офорта. Торелли писал портреты, алтарные картины, стенные и плафонные фрески в Дрездене и Любеке. В Санкт-Петербурге стал придворным художником императрицы Екатерины II, был одним из первых профессоров Императорской Академии художеств.

## Биография
Стефано Торелли родился в Болонье в семье художников, его отец — живописец Феличе Торелли, родом из Вероны, мать — Лючия Казалини (1677—1762) также была живописцем-портретистом. От отца Стефано получил первые навыки живописи, а затем учился под руководством Франческо Солимены в Неаполе. От своих родителей он усвоил эстетические принципы Академии Клементины в Болонье, в которой его отец занимал важные должности, а его мать в 1729 году была удостоена почётной лицензии (la patente ad honorem).
Стефано Торелли в 1730-х годах (точная дата не установлена) был в Венеции, затем работал в Неаполе, а потом в Риме, откуда, в 1740 году, его пригласил к себе на службу в Дрезден король польский и курфюрст саксонский Август III. Прежде чем начать работу в Дрездене, Торелли взял на себя задачу расписать потолок зала для аудиенций в перестроенном Эрмитаже маркграфини Вильгельмины Прусской в Байройте. Работа была завершена в 1740 году.
Переселившись ко двору курфюрста, Стефано Торелли в 1741 году был назначен придворным художником (Hofmaler), выполнял множество заказов в резиденциях курфюрста и в аристократических домах, а также выполнял рисунки для сборника гравюр с картин собрания Дрезденской картинной галереи. Он также расписывал комнаты в дрезденском Цвингере, расписал потолок в Мраморном зале дворца Мартинскирхен и написал картины для замка Альтдёберн (Schloss Altdöbern).
Из-за Семилетней войны 1756—1763 годов Торелли потерял работу в Саксонии. Вместе со своим помощником и учеником Франческо Гандини он отправился на север, где в 1759—1761 годах украсил зал для аудиенций в Любекской ратуше десятью аллегорическими картинами. Также в Любеке он выдал замуж свою дочь Камиллу за коменданта города.
После прусско-русского сепаратного мира в 1762 году по инициативе И. И. Шувалова Стефано Торелли был приглашён к российскому императорскому двору. На лодке из Гамбурга в Кронштадт, затем он прибыл в Санкт-Петербург осенью того же года, где 7 октября 1762 года поступил на службу в Академию художеств (вероятно, по рекомендации болонского живописца Серафино Бароцци, давно работавшего в российской столице и пригородных дворцах).
Императрица Екатерина II взошла на престол всего несколько месяцев назад после июньского переворота 1762 года и убийства её мужа, императора Петра III. Приняв на себя роль, которую уже исполняли Пьетро Антонио Ротари, неожиданно скончавшийся в августе 1762 года, и Франческо Фонтебассо, в июле 1762 года уехавший в Италию, Торелли оказался на высоте взятых на себя обязательств, начиная с большого коронационного портрета Екатерины II (ок. 1763 г. Русский музей, Санкт-Петербург).
Среди прочих произведений «Портрет Екатерины II в образе Минервы», покровительницы искусств (Санкт-Петербург, ГРМ, 1770), вызвал восторженное суждение Этьена-Мориса Фальконе, который определил Торелли как «очарователя» (письмо Екатерине II от 7 мая 1770 г.).
С того времени и до конца своей жизни Стефано Торелли трудился в Санкт-Петербурге, украшая росписями плафоны, десюдепорты и стены Императорских дворцов. Портретировал особ царской фамилии и других лиц. Согласно комментарию Фальконе (в том же письме Екатерине II) портреты Торелли имели «истинный характер соблазнения», такой, чтобы соответствовать тому, что «великие мастера называли красотой в этом жанре».
Торелли был одним из первых профессоров Императорской Академии художеств в Санкт-Петербурге. После его кончины в должности придворного живописца его сменил англичанин Р. Бромптон.
Из произведений, выполненных Торелии в России, наиболее известны: портреты Елизаветы Петровны, Петра Великого, Екатерины II (1762), её же — в виде Минервы, раздающей награды за учёные и художественные заслуги (находятся в музее Императорской академии художеств), графа А. А. Чернышева, О. М. Дерибаса, княгини Н. Г. Белосельской, графини Сиверс, эскиз предполагавшейся картины «Коронование Екатерины II» (в музее Императорской академии художеств) и фрески в Ораниенбаумском дворце. Торелли был продуктивным мастером, его творческий метод основывался главным образом на изучении образцов школы Карраччи, его картины отличались свежестью и естественностью красок и даже в рисунке был менее манерен, чем большинство его современников, художников болонской школы. В Санкт-Петербурге он также прославился рисованием карикатур и дружеских шаржей.
Так и не вернувшись на родину, Стефано скончался в Санкт-Петербурге 22 января 1780 года, о чём свидетельствуют архивы костёла Святой Екатерины.
Весной 2020 года в Китайский дворец Оранниенбаума после длительной реставрации вернулись четыре настенных панно Торелли и Ротари, снова украсившие Штукатурный покой дворца.

## Галерея

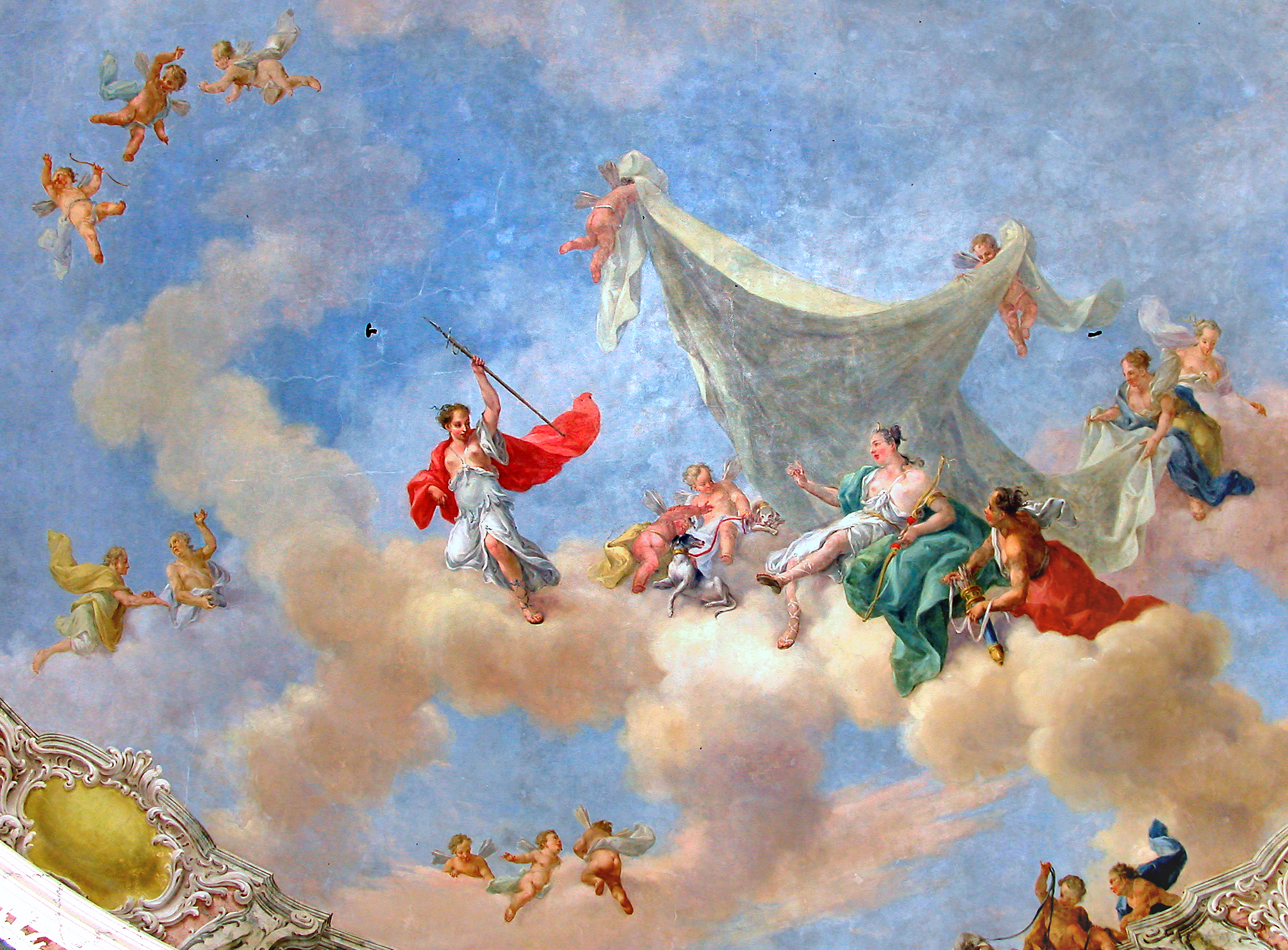
Богиня охоты Диана со свитой. Роспись плафона Мраморного зала. Ок. 1756 г. Замок Мартинскирхен, Бранденбург
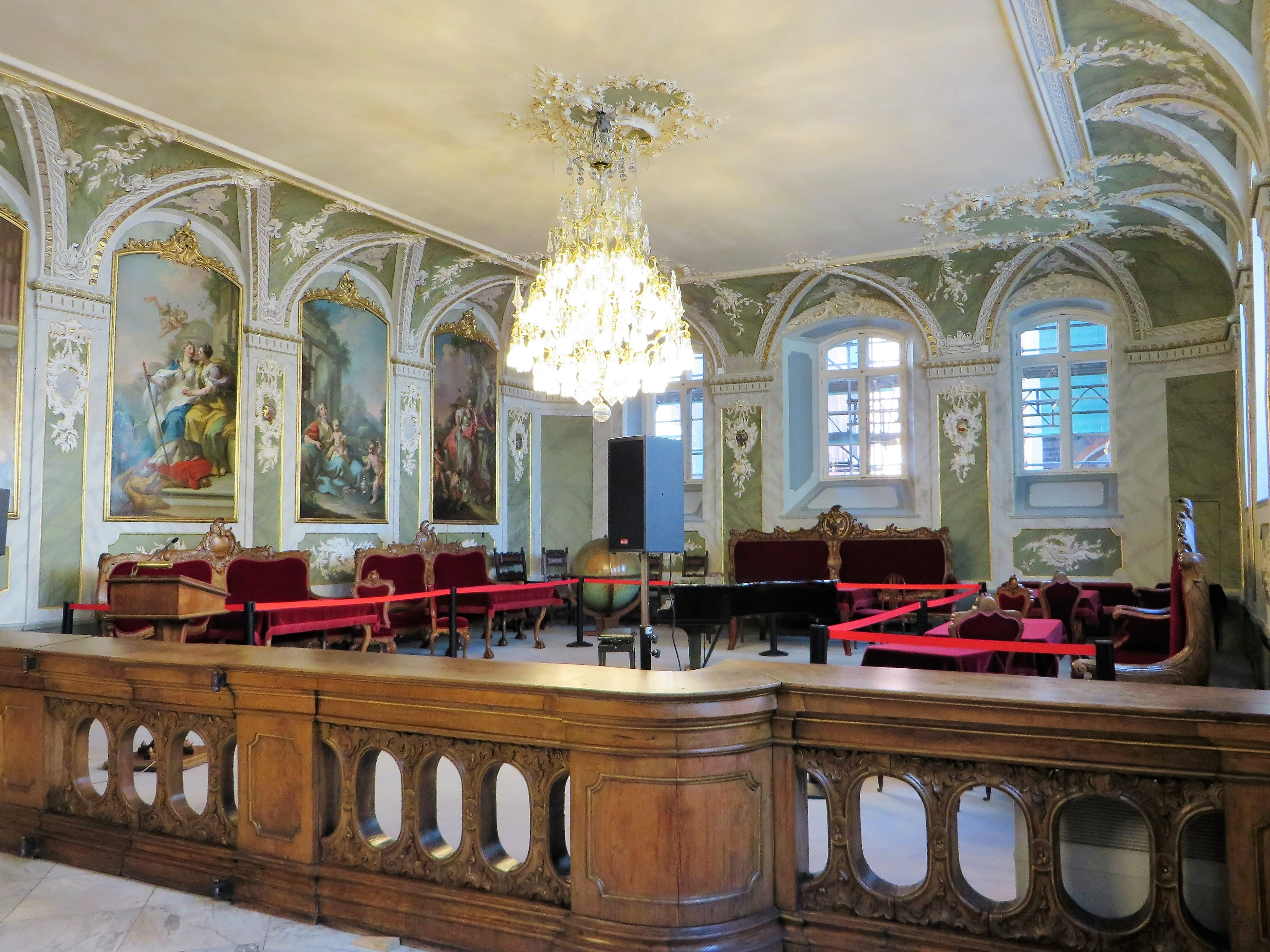
Зал для аудиенций с аллегорическими картинами Торелли. 1759—1761. Холст, масло. Городская ратуша, Любек
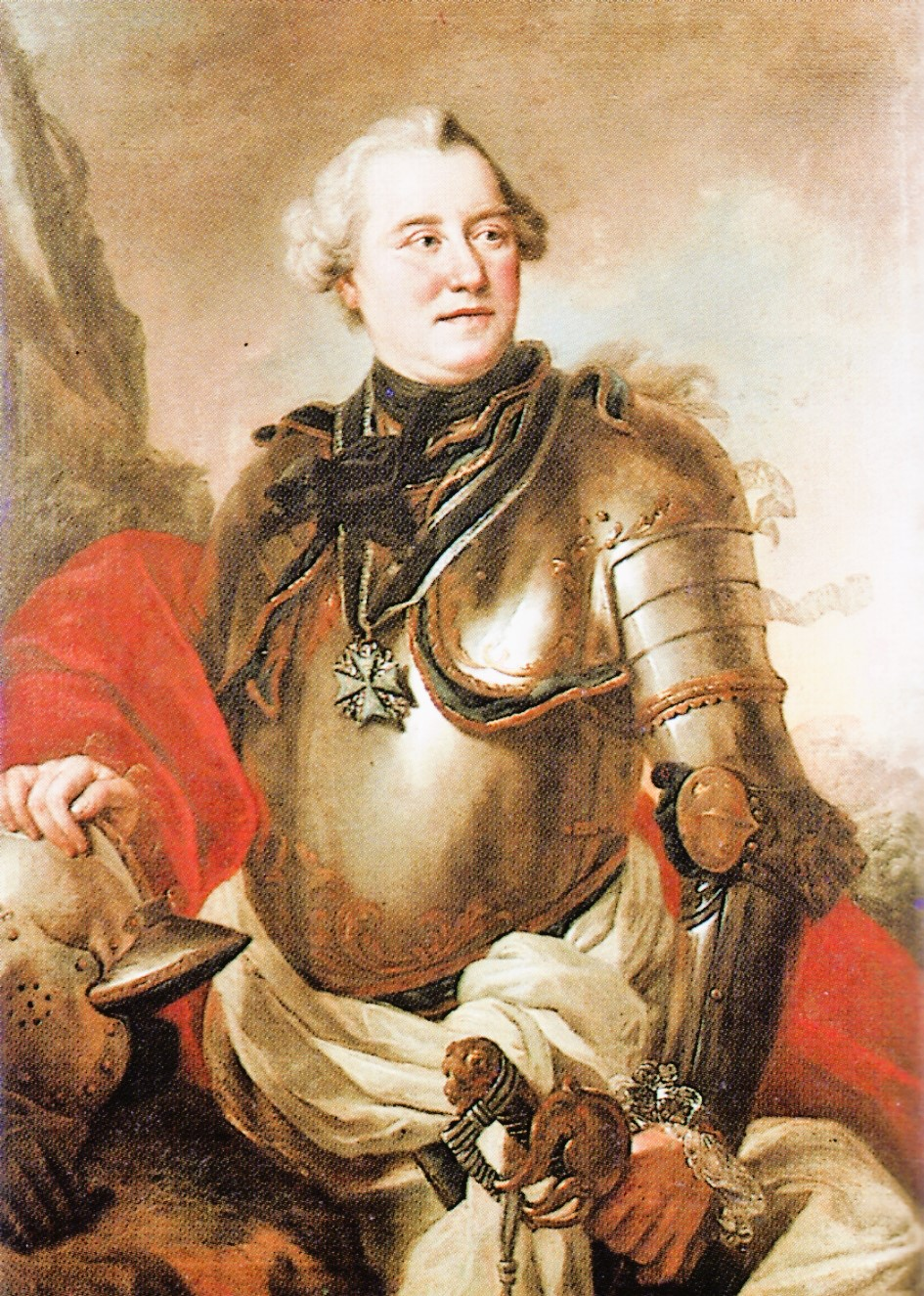
Портрет Эгмонта фон Шазо. 1761. Холст, масло. Музей Святой Анны, Любек
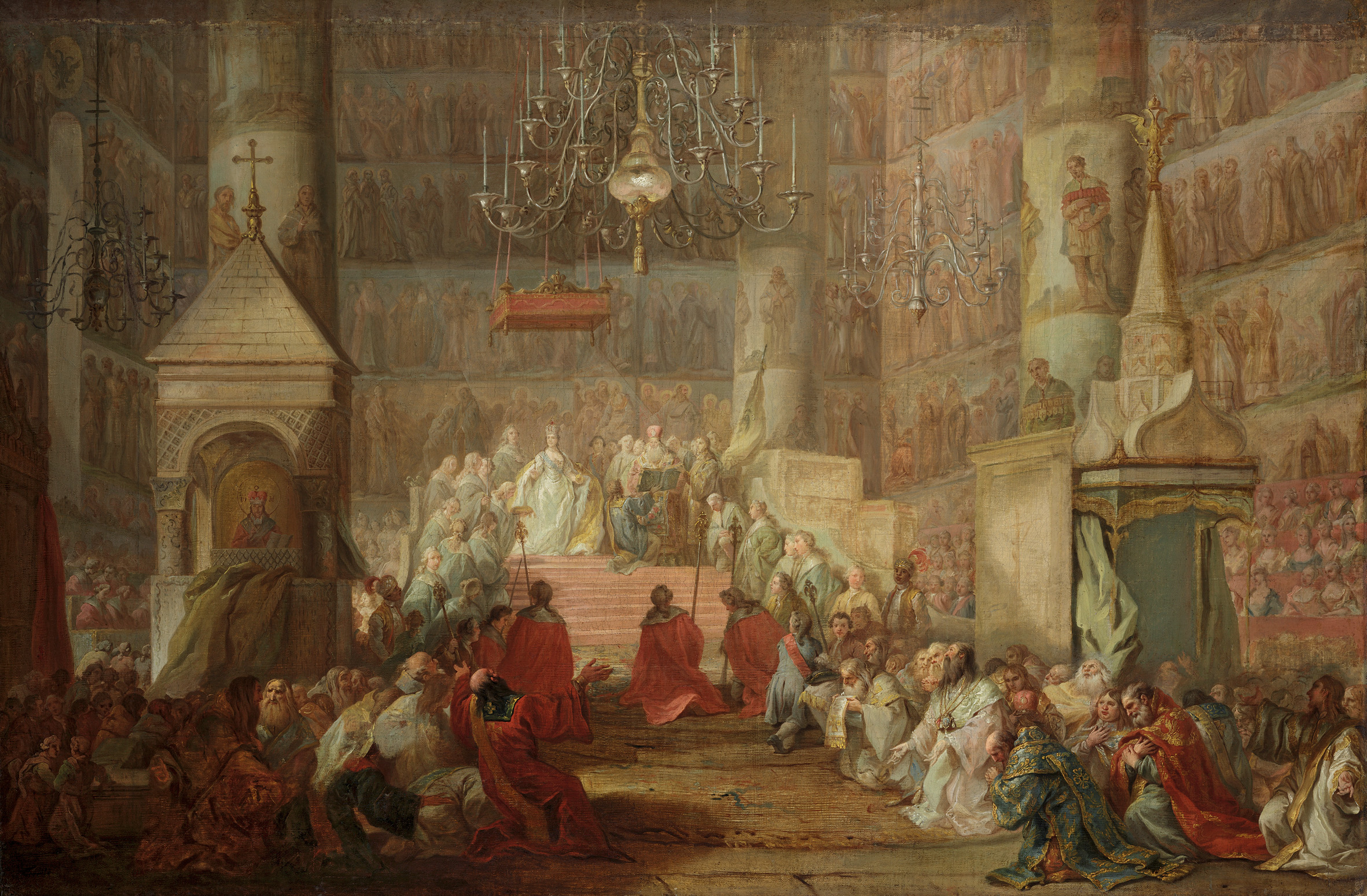
Коронация Екатерины II. 1777. Холст, масло. Третьяковская галерея, Москва
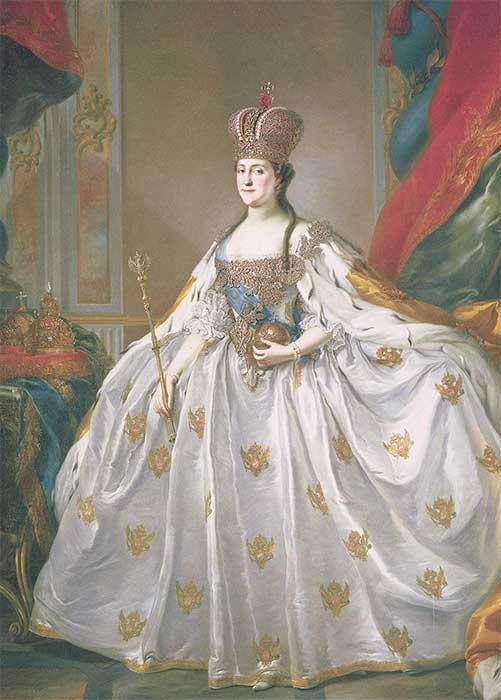
Коронационный портрет Екатерины II. Между 1763 и 1766 гг. Холст, масло. Русский музей, Санкт-Петербург
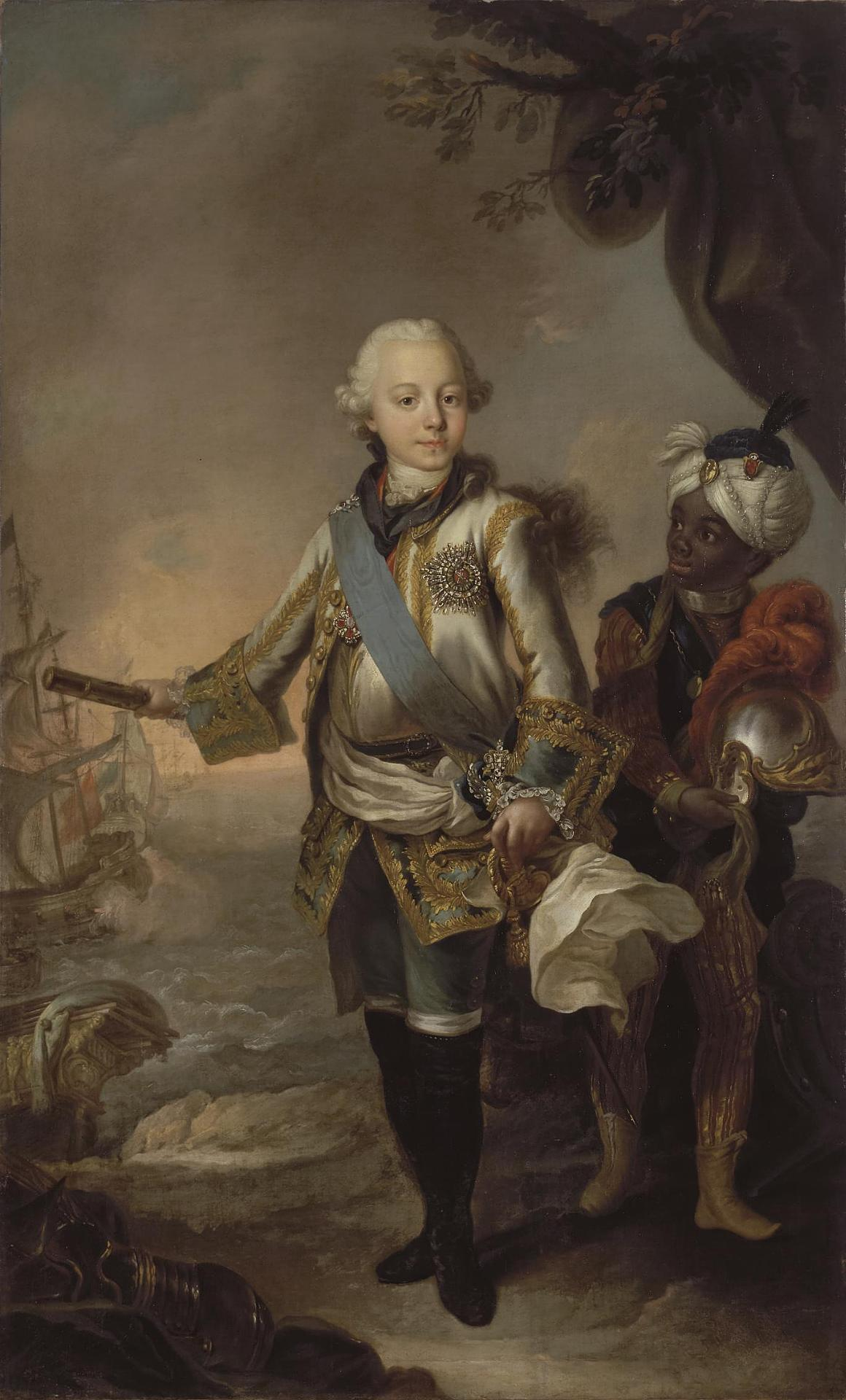
Портрет великого князя Павла Петровича. 1765. Холст, масло. Эрмитаж, Санкт-Петербург
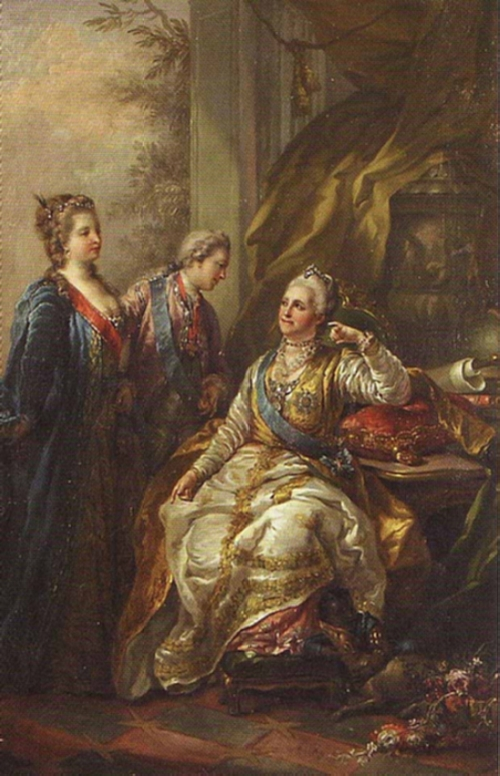
Великий князь Павел Петрович представляет императрице Екатерине II свою невесту, будущую императрицу Марию Федоровну. 1776
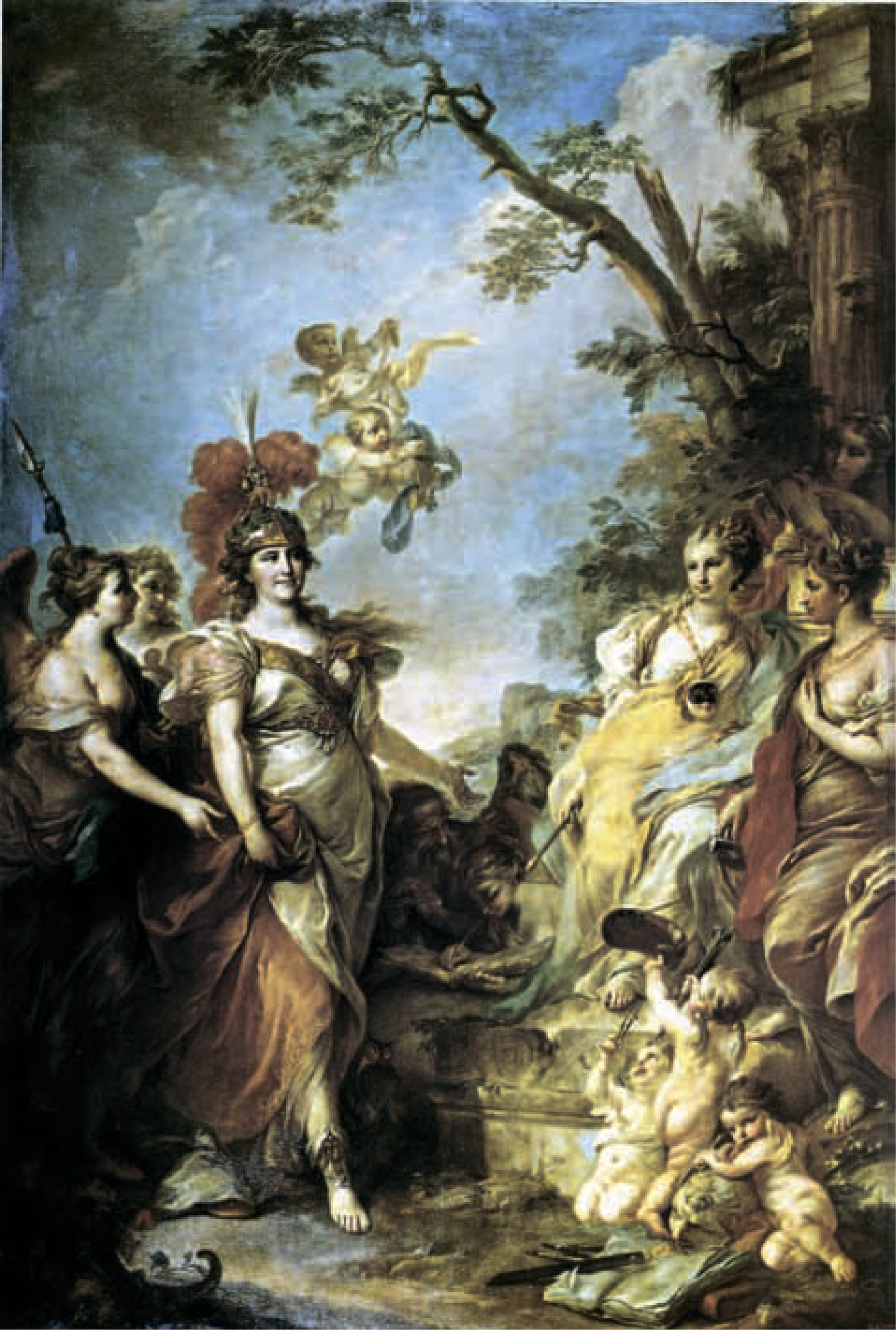
Екатерина II в образе Минервы. 1770. Холст, масло. Русский музей, Санкт-Петербург
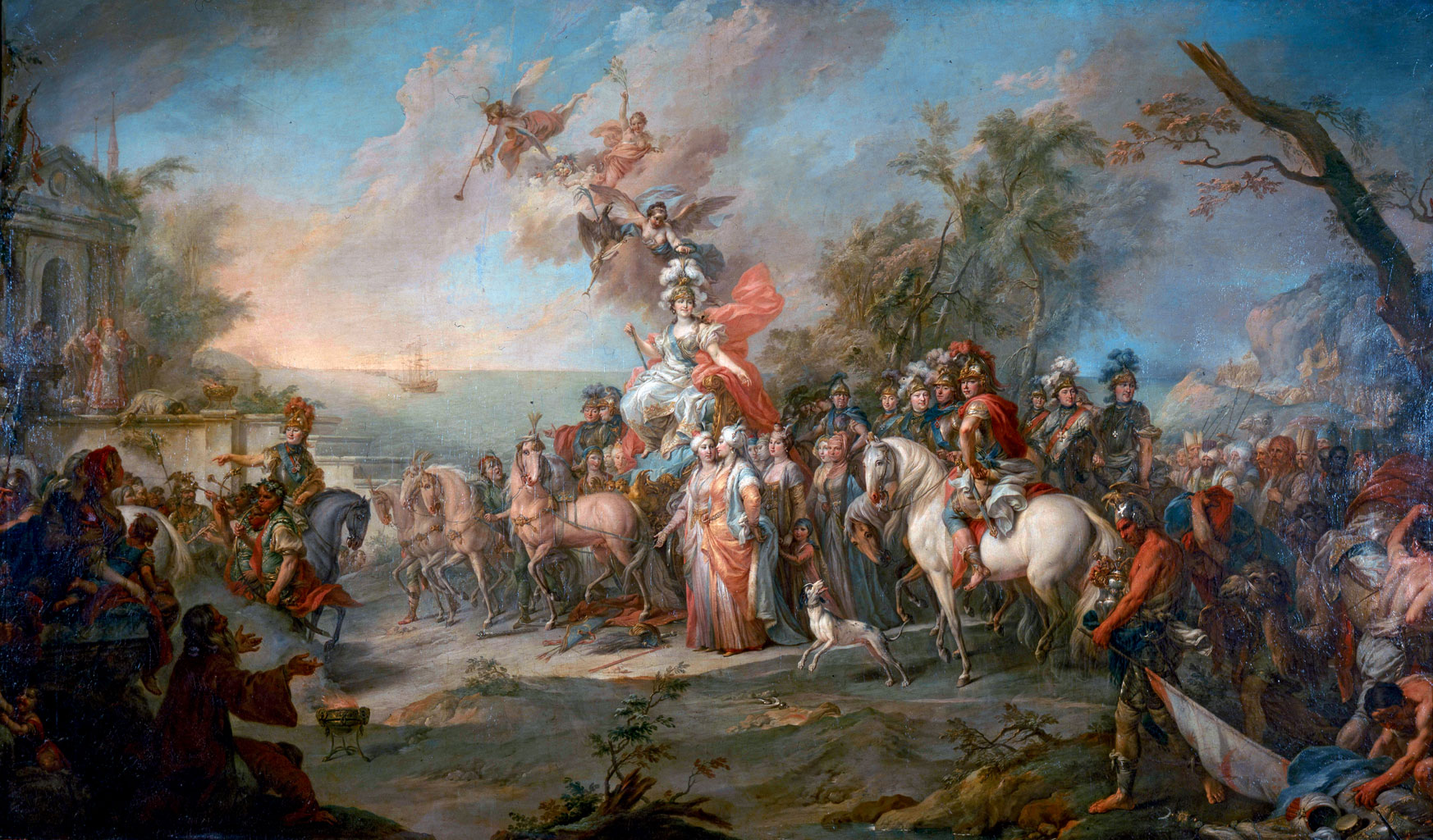
Аллегория на победу Екатерины II над турками и татарами. 1772. Холст, масло. Третьяковская галерея, Москва
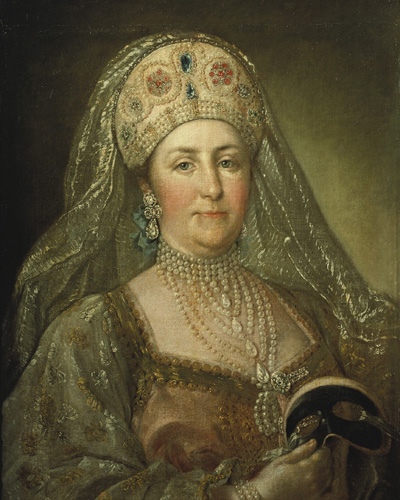
Екатерина II в народном костюме. Копия неизвестного художника с картины Торелли. Около 1780 г. Холст, масло. Государственный исторический музей, Москва
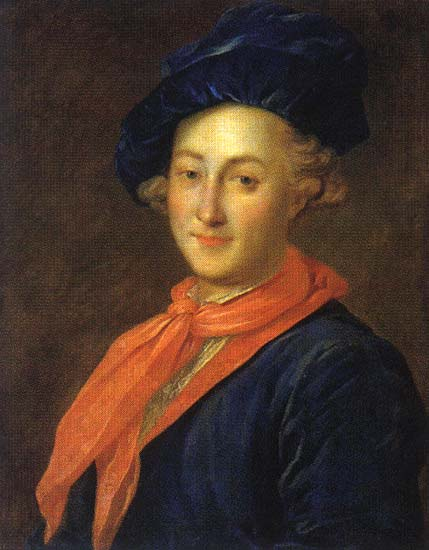
Портрет Петра Степановича Протасова. 1760. Холст, масло. Русский музей, Санкт-Петербург
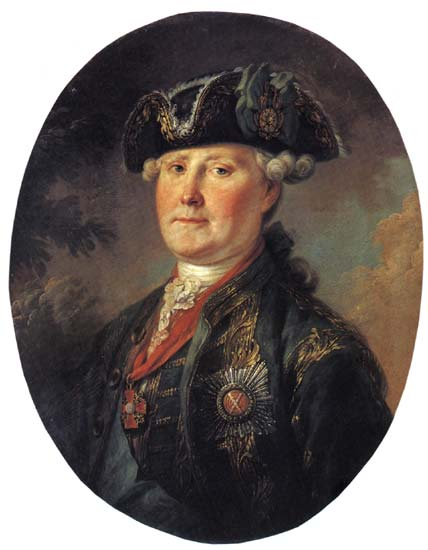
Портрет Семёна Кирилловича Нарышкина. 1760-е гг. Холст, масло. Третьяковская галерея, Москва